# Un voyage en Arcturus
Un voyage en Arcturus, ou Voyage en Arcturus, (titre original : A Voyage to Arcturus) est un roman de l'écrivain David Lindsay, publié pour la première fois en 1920.